# Josias von Heeringen
Josias von Heeringen (Kassel, Poroszország, 1850. március 9. – Berlin-Charlottenburg, Német Birodalom, 1926. október 9.) porosz katonatiszt, 1898-tól tábornok, 1909–1913 között a Német Birodalom hadügyminisztere, első világháborús hadseregparancsnok.

## Élete
Már hosszú katonai karrier után 1887-ben őrnaggyá léptették elő. 1892 és 1895 között a vezérkar egyik osztályát vezette. 1898-ban előléptették vezérőrnaggyá.
1901-ben előléptették altábornaggyá, 1903-ban pedig a német 22. hadosztály parancsnoka lett. 1906-ban kinevezték gyalogsági tábornokká és egyidejűleg a Stettinben állomásozó 2. hadtest parancsnokává. 1909 és 1913 között hadügyminiszterként dolgozott. Végül a 2. hadsereg-felügyelet főfelügyelője lett.
Az első világháború kezdetén a nyugati fronton, a német balszárny legszélén tevékenykedő 7. hadsereg parancsnokává nevezték ki. A hadjárat elején a jobbszárny-szomszédjával, Rupprecht herceggel (6. hadsereg) együtt az volt a feladata, hogy visszavonulva maga után csalogassa a franciák jobbszárnyát (1. és 2. hadsereg), azonban augusztus 20-án a két hadsereg (Rupprecht kezdeményezésére) megtámadta a franciákat és visszavetette őket megerődített határukhoz, itt azonban elakadtak. Támadásuk túlságosan közvetlen volt, így idővel szükségképpen el kellett akadnia, ahhoz ugyanis nem volt meg a kellő erőfölény, hogy megsemmisítő vereséget mérjenek a franciákra. A hadseregét a háború későbbi fázisában, amelyet pontatlanul a „versenyfutás a tengerhez” néven emlegetnek, alakulatonként átdobták a középső arcvonalszakaszra. 1916 augusztusától 1918-ig a tengerparti védelem főparancsnoka volt. Vezérezredesi renfokozatban vonult vissza az aktív szolgálatból.
1918-tól 1926-ig a Kyffhäuserbund háborúsveterán-szervezet elnöke volt. 1914 szeptemberében Kassel város díszpolgára lett.

## Fordítás
- Ez a szócikk részben vagy egészben  a   Josias von Heeringen című német Wikipédia-szócikk ezen változatának fordításán alapul.  Az eredeti cikk szerkesztőit annak laptörténete sorolja fel. Ez a jelzés csupán a megfogalmazás eredetét és a szerzői jogokat jelzi, nem szolgál a cikkben szereplő információk forrásmegjelöléseként.